# Bauhaus-Museum

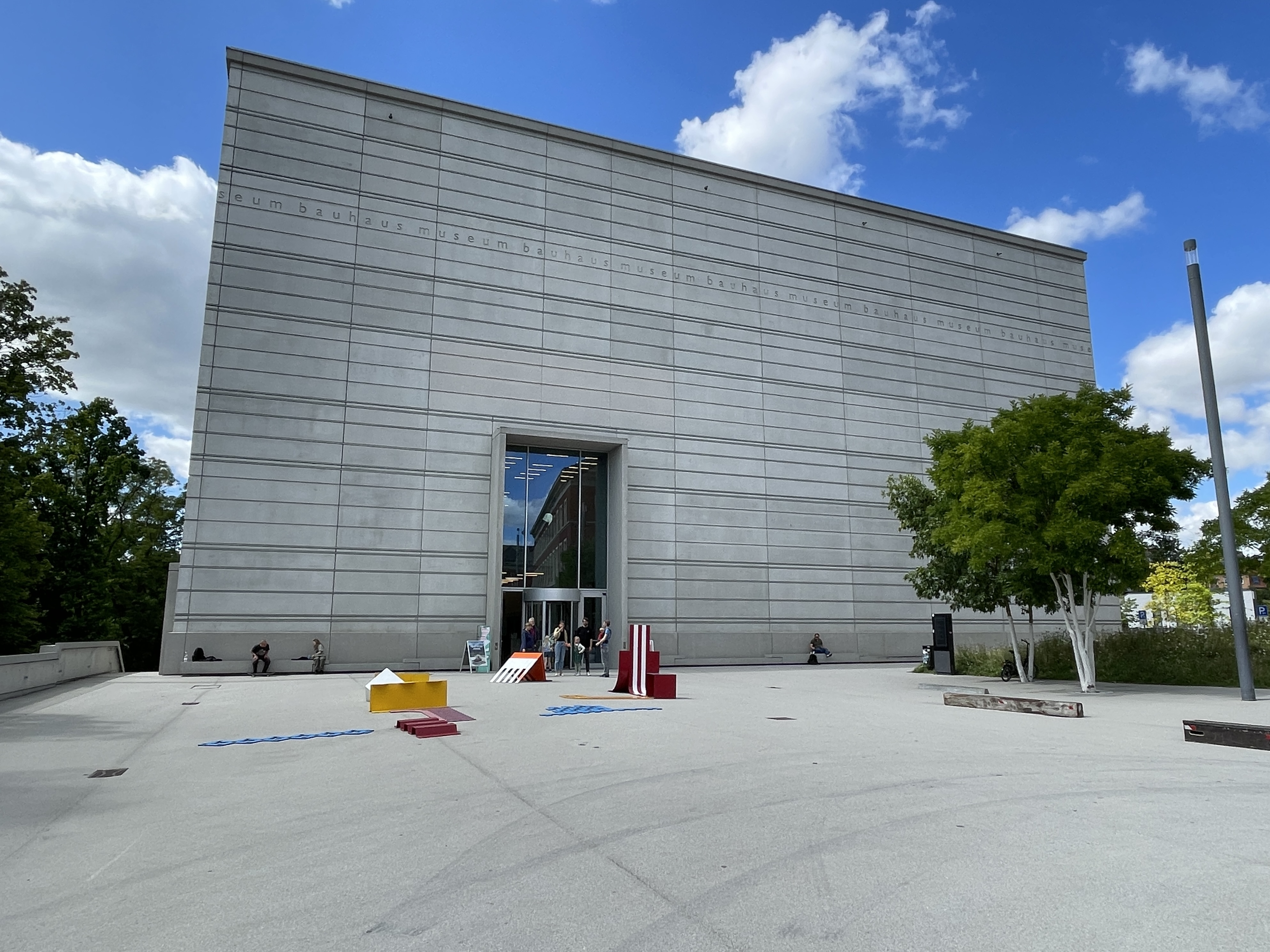
Neubau des Bauhaus-Museums in Weimar, 2023

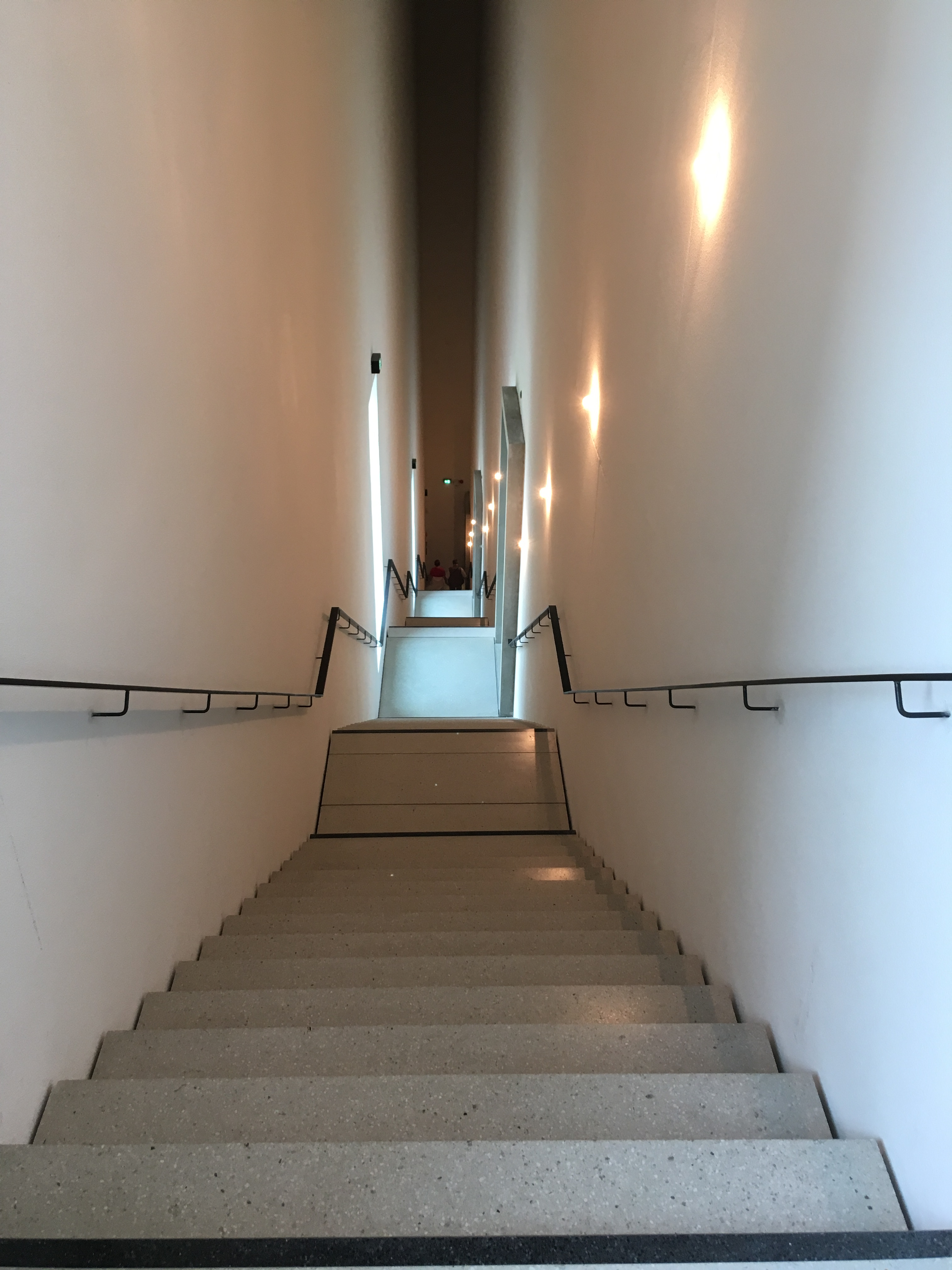
Himmelsleiter im neuen Bauhaus-Museum Weimar

Das Bauhaus-Museum Weimar stellt die Arbeit des 1919 in Weimar gegründeten Bauhauses und der dort tätigen Künstler, Gestalter und Architekten dar. Das 1995 entstandene Weimarer Bauhaus-Museum befand sich zunächst in der wesentlich kleineren ehemaligen Wagenremise am Theaterplatz. Der Neubau am Stéphane-Hessel-Platz wurde am 5. April 2019 zum 100. Gründungsjubiläum des Bauhauses eröffnet.

## Sammlung
Die Exponate stammen überwiegend aus der historischen Sammlung der Klassik Stiftung Weimar zur Vorgeschichte, Geschichte und Nachwirkung des Staatlichen Bauhauses. Seit 1990 wuchs der Sammlungsbestand durch Ankäufe und Schenkungen deutlich an. Mit der Gropius-Sammlung besitzt die Klassik Stiftung den ältesten Bauhaus-Bestand.
Das ehemalige Bauhaus-Museum Weimar vermittelte mit über 300 Exponaten einen Einblick in die Entwicklung des Staatlichen Bauhauses an seinem Gründungsort Weimar. Insbesondere seit der Auflösung des Bauhauses 1933 wurden die pädagogischen, künstlerischen, architektonischen und gestalterischen Ideen durch die am Bauhaus tätigen Künstler in die ganze Welt getragen.
Das Museum zeigt Arbeiten des Gründungsdirektors des Bauhauses, Walter Gropius, der Bauhaus-Meister wie Lyonel Feininger, Gerhard Marcks, Johannes Itten und Paul Klee sowie der Schüler; so etwa von Marcel Breuer und Alma Siedhoff-Buscher.
Ausgehend vom Manifest und Programm des Bauhauses entwickelten die Bauhaus-Meister ein neuartiges Lehrprogramm mit dem Vorkurs von Itten, der Formen- und Farbenlehre von Klee und Kandinsky und der Ausbildung in verschiedenen Werkstätten. Das Werkstattprinzip, die praxisorientierte handwerklich-künstlerische Ausbildung der durchschnittlich 150 Studierenden, war für das Bauhaus charakteristisch. Ab etwa 1922 propagierte Gropius mit dem Motto „Kunst und Technik – eine neue Einheit“ weniger kunsthandwerkliche Einzelstücke als Prototypen für die industrielle Fertigung zu entwickeln. Dies dokumentieren im Bauhaus-Museum die bis heute erhältlichen Produkte wie das Bauhaus-Schach von Josef Hartwig, die Tischlampe von Carl Jakob Jucker und Wilhelm Wagenfeld und Metallarbeiten von Marianne Brandt.
Einen Schwerpunkt der neu konzipierten Ausstellung bildet auch die Präsentation der Sammlung Ludewig, die mit 1524 Objekten die Entwicklung des funktionalen Gestaltens in Deutschland zwischen 1780 und 1835, in England mit der Industrialisierung und der Arts and Crafts-Bewegung sowie die Entwicklung in Deutschland, Österreich und Belgien in der Zeit von 1895 bis 1914 abbildet. Darüber hinaus werden Objekte der Moderne nach dem Ersten Weltkrieg, der Internationalen Moderne nach 1945 und der Stilrichtung des „Neuen Minimalismus“ ausgestellt.
Im Oktober 2021 eröffnete die erste Sonderausstellung Vergessene Bauhaus-Frauen. Lebensschicksale in den 1930er und 1940er Jahren, die Lebensläufe von über 30 weniger bekannten Bauhaus-Künstlerinnen vorstellte.

## Geschichte

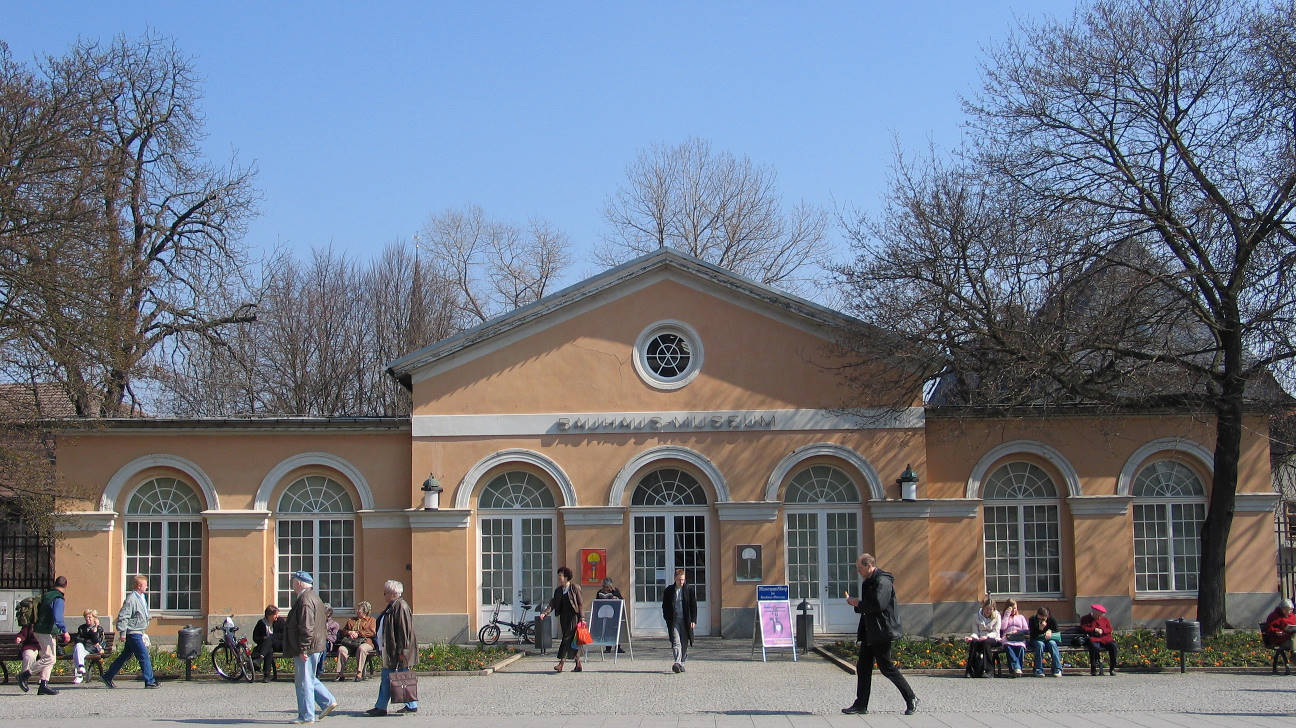
Ehemaliges Bauhaus-Museum im Kulissenhaus, im Januar 2004

### Museum am Theaterplatz
Das Museum befand sich seit 1995 in der durch Clemens Wenzeslaus Coudray entworfenen ehemaligen Wagenremise am Theaterplatz, dem späteren Kulissenhaus. Ein kleiner Teil der Ruine des ehemaligen Weimarer Zeughauses wurde baulich mit einbezogen. Insgesamt waren die Räumlichkeiten eher beengt.
Die Wagenremise von 1823 ist eine der frühen Weimarer Bauten Coudrays. Die Front der Remise hatte sieben Einfahrten. Der Mittelrisalit trägt einen flachen Giebel mit einem kleinen zentralen kreisrunden Fenster. Rolf Bothe vermutet, dass sich dahinter die Geschirrkammer der Kutschen befand. Aufgrund vieler Umbauten ist von der ursprünglichen Gestaltung im Inneren fast nichts erhalten. Das dahinterliegende Zeughaus wurde am 9. Februar 1945 bei einem Luftangriff auf Weimar schwer getroffen. Auch die inzwischen als Kulissenlager des gegenüberliegenden Nationaltheaters genutzte Remise wurde dabei beschädigt.
Das Museum zeigte rund 250 Exponate von Lehrern und Schülern der bedeutenden Kunstschule, darunter Werke von Walter Gropius, Johannes Itten, Lyonel Feininger und Marcel Breuer. Vertreten waren auch Arbeiten der Kunstgewerbeschule Henry van de Veldes, die 1907 als Vorläufer des Bauhauses gegründet worden war. Das Museum am Theaterplatz schloss am 8. Januar 2018 und wurde bis 2019 zum „Haus der Weimarer Republik“ umgestaltet.

### Neubau
Ein Sonderinvestitionsprogramm des Bundes und des Landes Thüringen finanzierte den Bau des neuen Bauhaus-Museums in Weimar als entscheidenden Teil des Masterplans Kosmos Weimar der Klassik Stiftung Weimar.
2011 war ein offener, internationaler Architekturwettbewerb durch den Stiftungsrat der Klassik Stiftung Weimar und der Stadt Weimar ausgelobt worden. 2189 Architekten aus 60 Nationen meldeten sich zum Wettbewerb an. Darunter 2039 Anmeldungen aus 32 europäischen Ländern, 1151 aus Deutschland und 70 aus Thüringen. Letztlich reichten 536 Architekturbüros Beiträge ein. 2012 vergab das Preisgericht jeweils einen zweiten Preis an Johann Bierkandt (Landau) und die Architekten HKR (Klaus Krauss und Rolf Kursawe, Köln). Die beiden dritten Preise erhielten Bube/Daniela Bergmann (Rotterdam) und Heike Hanada mit Benedict Tonon (Berlin).

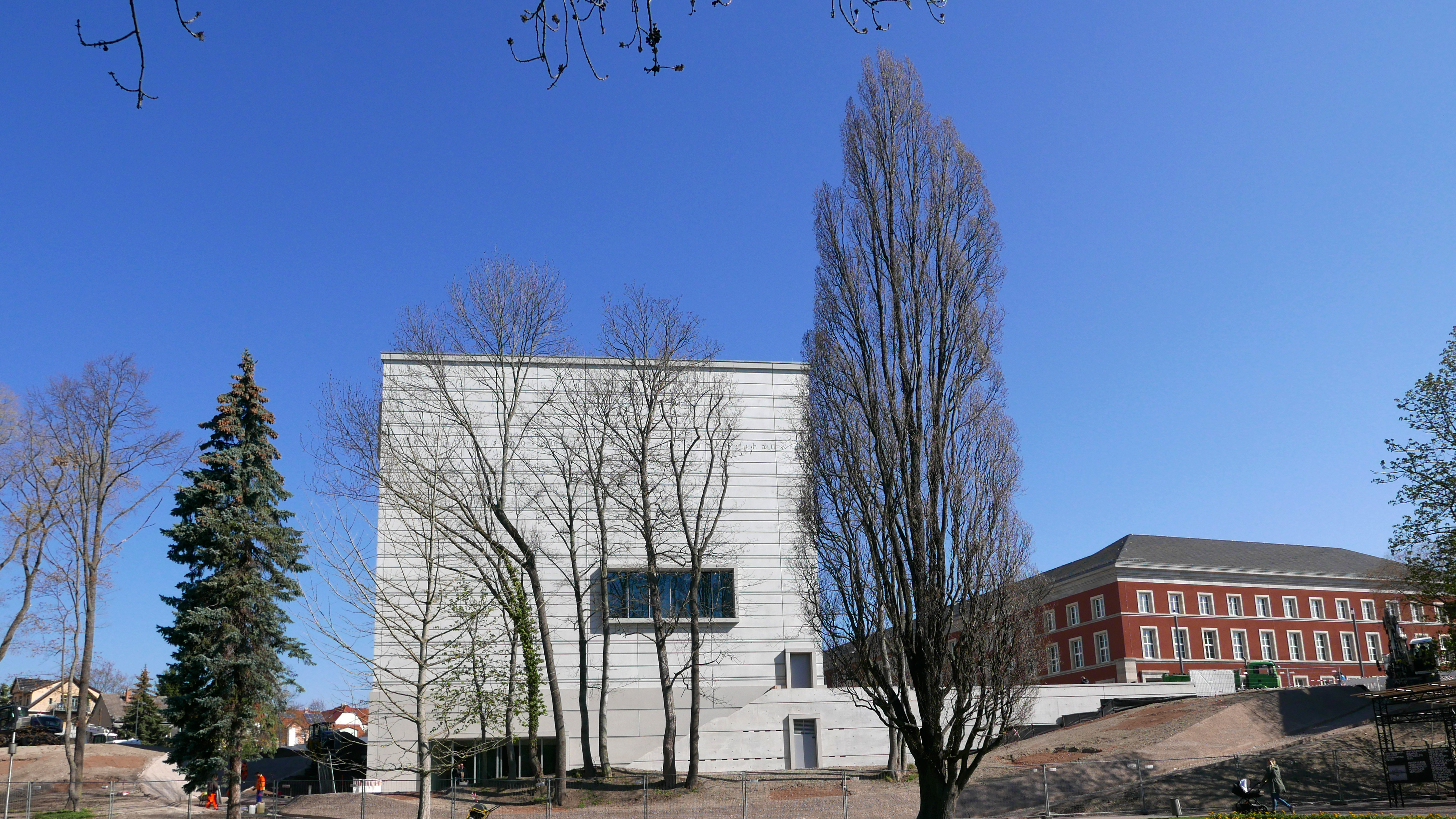
Neues Bauhaus-Museum mit dem Gauforum (rechts), vom Weimarhallenpark aus gesehen

Der Auftrag für die Realisierung des Museums wurde an die Architektin Heike Hanada in Zusammenarbeit mit Benedict Tonon vergeben, die einen in der Böschungskante des Weimarhallenparks stehenden schlichten Kubus mit minimalistischer Fassadengliederung vorgeschlagen hatten.
Die Sichtbetonfassade aus 20 cm starken selbsttragenden Fertigteilelementen steht mit einem Abstand von 20 cm vor der 50 cm starken Außenwand aus Beton. Als Zugeständnis an den Publikumsgeschmack sollte vor der jetzt sichtbaren Fassade ursprünglich noch eine vorgehängte Glasfassade installiert werden, die dann aus Kostengründen wieder aufgegeben wurde.
Ein Raster von Schattenfugen gliedert die Fassade. In die horizontalen Fugen wurden feine Glaskeramikstreifen eingelassen, die nachts von Lichtbändern erhellt werden.
Das Gebäude mit 1870 Quadratmetern Nutzfläche liegt zwischen dem historischen Weimarhallenpark, dem unmittelbar benachbarten congress centrum neue weimarhalle von 1999, dem ab 1937 entstandenen Gauforum und einer nördlich angrenzenden Wohnungsbebauung aus den späten 1920er-Jahren. Mit dem Neuen Museum, dem Stadtmuseum und der Ausstellung zur Geschichte des Gauforums bildet das Bauhaus-Museum ein neues kulturelles Ensemble.
Die Arbeiten am Grundstück begannen Anfang 2015 und die Grundsteinlegung erfolgte am 28. Oktober 2016. Das Richtfest fand am 30. November 2017 statt und am 5. April 2019 wurde das Museum eröffnet.

## Vermittlung
Die Dauerausstellung ist mit der Mobile App Weimar+ multimedial zugänglich. Als interaktiver elektronischer Museumsführer enthält die App eine Audioführung und vertiefende Materialien zu den am Bauhaus tätigen Personen und den Objekten im Museum.
Im Werklabor können Besucher experimentell entdecken, wie Gestaltungsprozesse den Alltag prägen. Ausgangspunkt sind Fragestellungen zum Zusammenleben, der Selbstinszenierung und den Zukunftsentwürfen des historischen Bauhauses.
Im Erdgeschoss ist ein Modell des Musterhaus Am Horn ausgestellt, das einzige vom Bauhaus in Weimar geschaffene Gebäude (UNESCO-Weltkulturerbe).

## Leitung
Von 1995 bis 2017 war Michael Siebenbrodt gründender Leiter des Bauhaus-Museums Weimar, der auch bereits 1985 in derselben Position am Bauhaus Museums in Dessau tätig war. Die Leitung des Museums obliegt mit Stand 2021 der Kunsthistorikerin Ulrike Bestgen als Fachbereichsleiterin „Bauhaus, Moderne und Gegenwart“ der Museumsdirektion der Klassik Stiftung Weimar.

## Filme
- Bauhaus-Museen Weimar und Dessau (= Museums-Check. Folge 59). Reportage, 30 Min., Moderation: Markus Brock, Produktion: 3sat. Erstausstrahlung: 27. Oktober 2019.[13]